# Убинас
Убинас — действующий вулкан в Южной Америке.
Расположен в юго-западном Перу в кальдере диаметром 1,4 км. В XVI веке было первое зарегистрированное извержение. С 1550 по 1969 год вулкан 16 раз извергался.
Первое за 40 лет извержение вулкана Убинас началось 20 апреля 2006 года. Расположенные рядом с вулканом города накрыло облаком пепла и ядовитых газов. Закончилось извержение летом 2007 года. Последняя активность Убинаса зафиксирована в 2014 году.
24 июля 2019 года произошло очередное извержение. Власти эвакуировали всё население, находящееся поблизости от вулкана.